# Čínsko-vietnamské vztahy
Vztahy mezi Čínou a Vietnamem (čínsky: 中越关系, pinyin: Zhōng-Yuè Guān Xì; vietnamsky: Quan hệ Việt–Trung) se vyvíjely po tisíce let. Navzdory jejich sinosférickému a socialistickému pozadí, staletí dobývání ze strany moderního čínského imperiálního předchůdce způsobilo, že se Vietnam obával čínské vlády. Čína podporovala Severní Vietnam během Vietnamské války, zatímco Čínská republika byla spojencem Jižního Vietnamu. Vztahy mezi Tchaj-wanem a Vietnamem započaly v souvislosti se vztahy mezi Jižním Vietnamem a Čínskou republikou a jsou vedeny na neoficiální úrovni.
Vztahy mezi Čínskou lidovou republikou (PRC) a Vietnamskou komunistickou stranou (VCP) se zhoršily po pádu Saigonu v roce 1975 a sjednocení Vietnamu v roce 1976. Hlavní příčinou problému bylo vietnamské vytlačení Rudých Khmerů, kteří se stali genocidními, z moci v Kambodži – strany, kterou Čína podporovala. Čína napadla Vietnam v roce 1979 a začala tak Čínsko-vietnamskou válku. Následovaly přeshraniční útoky a střety, během kterých Čína a Vietnam vedly v letech 1979 až 1990 dlouhotrvající pohraniční válku. Od té doby obě strany pracují na zlepšování svých diplomatických a ekonomických vazeb, i když obě země zůstávají ve sporu ohledně politických a teritoriálních otázkách týkajících se Jihočínského moře (nebo Východočínského moře). Čína a Vietnam sdílejí také hranici o délce 1 281 kilometrů (796 mil). V roce 2014, průzkum provedený Pew Research Center ukázal, že 84 % Vietnamců se obává, že spory týkající se Jihočínského moře by mohly vést k vojenskému konfliktu. Nicméně obě země usilují o zdrženlivost a současnou i budoucí stabilitu. Politické strany obou zemí, přestože čelí řadě obav, si udržují socialistické vazby od té doby.